# Thập niên 1770
Thập niên 1770 là thập niên diễn ra từ năm 1770 đến 1779.